# The History of Sound
The History of Sound è un film del 2025 diretto da Oliver Hermanus. 
La pellicola è l'adattamento cinematografico dell'omonimo racconto di Ben Shattuck, autore anche della sceneggiatura.

## Trama
Nell'estate del 1919 i giovani Lionel e David viaggiano per il New England con il compito di registrare canzoni tradizionali delle zone rurali. Tra i due nasce l'amore.

## Produzione
Il film è stato annunciato nell'ottobre 2021 con Paul Mescal e Josh O'Connor nel ruolo dei protagonisti. Le riprese principali sono iniziate il 28 febbraio 2024 in Massachusetts e sono proseguite in New Jersey e a Tarquinia nell'aprile seguente.

## Promozione
Il primo trailer è stato diffuso il 24 luglio 2025.

## Distribuzione
Il film è stato presentato in anteprima mondiale il 21 maggio 2025 in occasione della 78ª edizione del Festival di Cannes, in concorso per la Palma d'oro. La distribuzione nelle sale statunitensi è prevista per il 12 settembre seguente.

## Accoglienza
Il film è stato accolto tiepidamente dalla critica internazionale e l'aggregatore di recensioni Rotten Tomatoes riporta un indice di gradimento del 67%.
Il critico cinematografico Simone Emiliani su Sentieri Selvaggi lo descrive come "Un Brockeback Mountain in salsa musicale senza capo né coda ostentato e asettico, tra lo studio etnomusicale e un melodramma che non parte mai", mentre su Wired Gabriele Niola scrive che il film "mette in scena una storia romantica tra due tra gli attori più sensibili del momento ma manca totalmente di passione".

## Riconoscimenti
- 2025 – Festival di Cannes
  - In concorso per la Palma d'oro
  - In concorso per la Queer Palm